# Schüttkasten Els

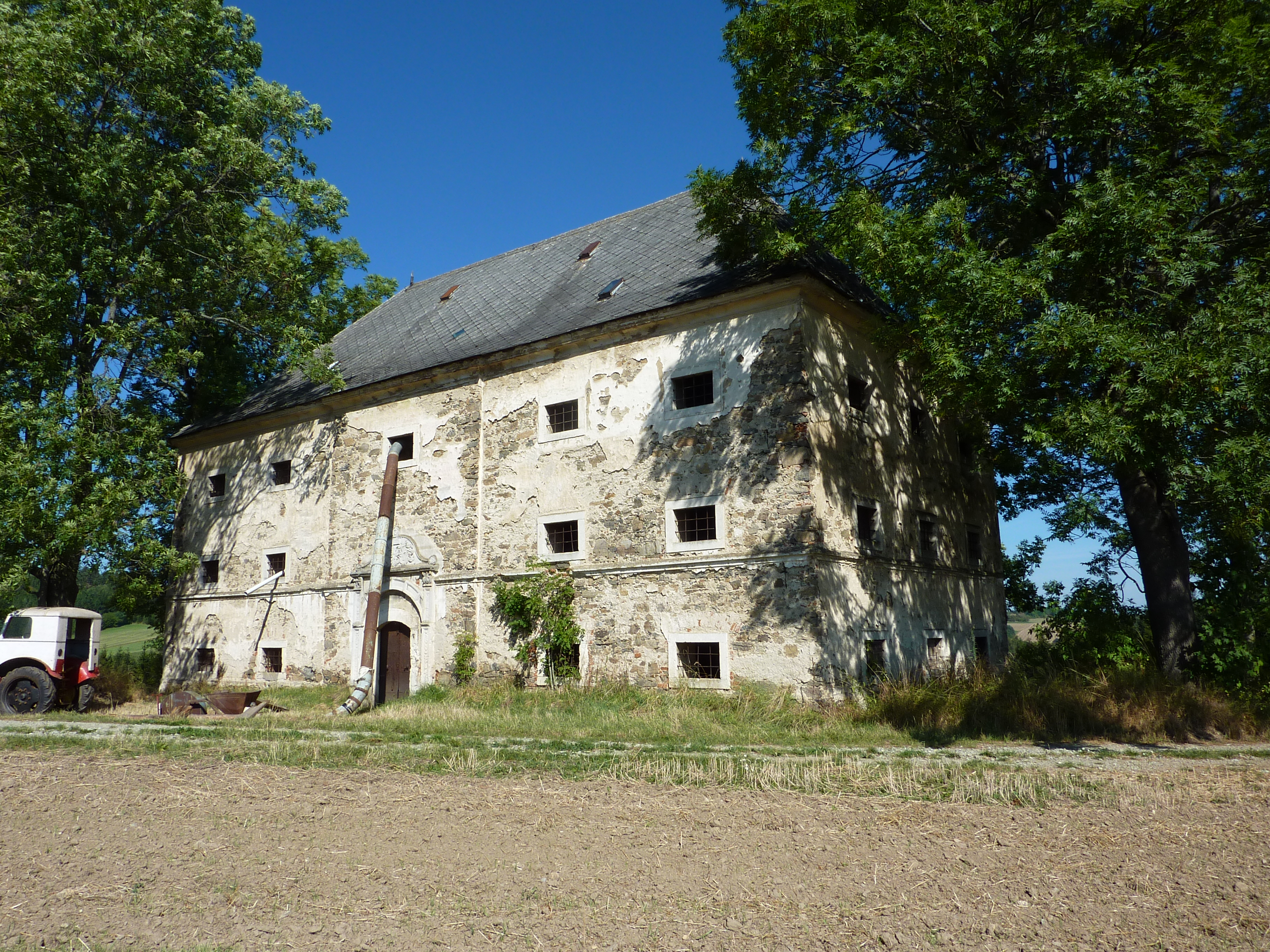
Schüttkasten in Els

Die Schüttkasten Els steht erhöht nördlich des Ortes Els in der Marktgemeinde Albrechtsberg an der Großen Krems im Bezirk Krems-Land in Niederösterreich. Der Schüttkasten steht unter Denkmalschutz (Listeneintrag).

## Lage
Der Schüttkasten nördlich des im Ort gelegenen Jagdschlosses ist mit dem Schloss durch eine Allee durch die Felder verbunden.

## Architektur

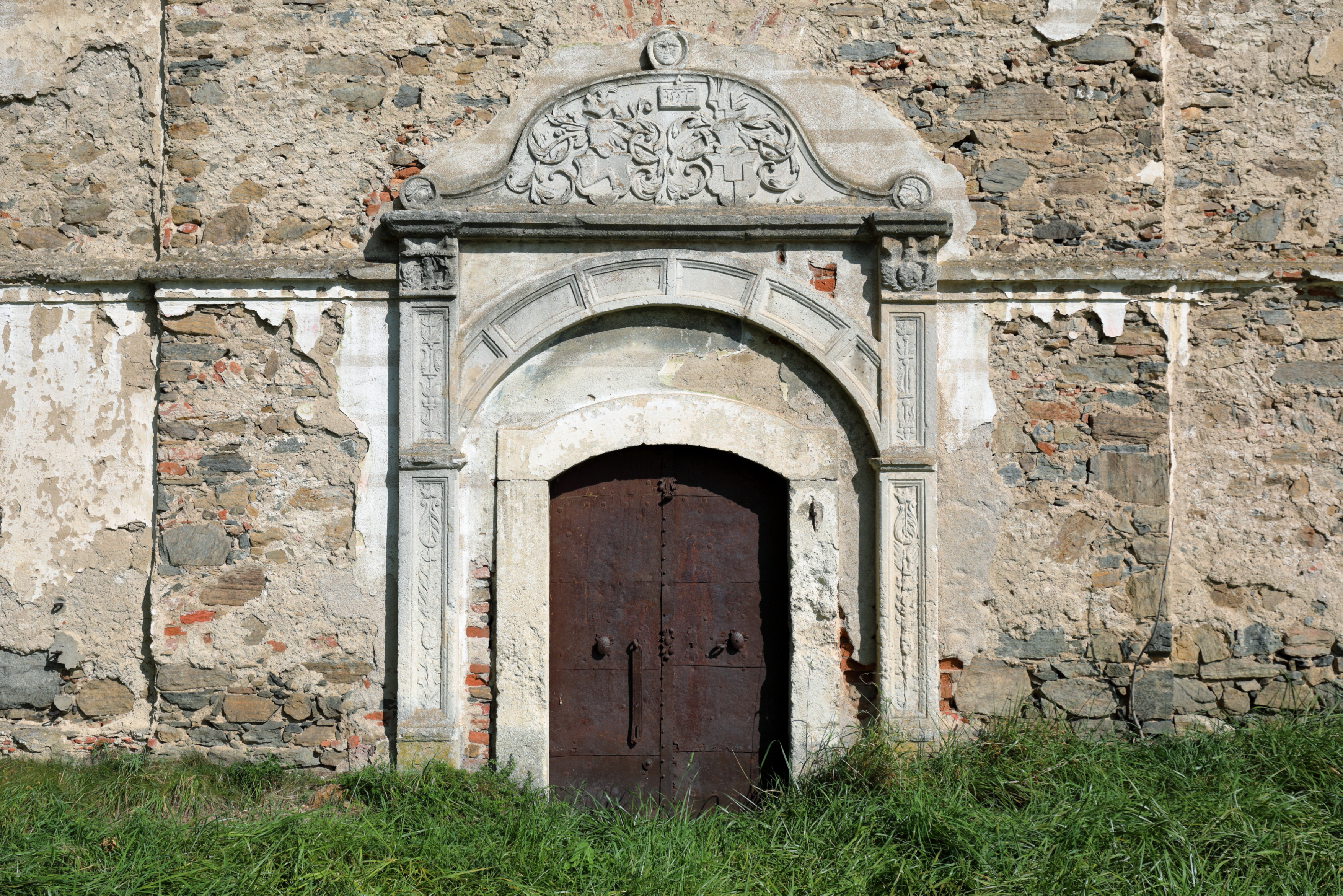
Renaissance-Portal des Schüttkastens

Der dreigeschoßige fünfachsige Bau unter einem Walmdach im Kern aus dem 16. Jahrhundert zeigt an der Fassade eine Kordonbandgliederung und ein unterkehltes Traufgesims und an einer Längsseite einen einachsigen Seitenrisalit. Die Ortsteinquader sind teils mit Ziegeln ausgebessert. Das Portal in Zweitverwendung mit seitlichen Pilastern und reliefierten Grotesken im Aufsatz mit 1555 mit Rankenwerkdekor mit reliefierten Wappen und antikisierenden Köpfen und darüber mit einem Mond wurde vom ehemaligen Schloss Himberg hierher übertragen. Es gibt zwei weitere Segmentbogenportale mit Steingewänden aus dem 17. Jahrhundert.